# Homoeomeria hypsoides
Homoeomeria hypsoides är en fjärilsart som beskrevs av Collenette 1960. Homoeomeria hypsoides ingår i släktet Homoeomeria och familjen tofsspinnare. Inga underarter finns listade i Catalogue of Life.